# باستر کرب
باستر کِرَب (انگلیسی: Buster Crabbe؛ ۷ فوریهٔ ۱۹۰۸ – ۲۳ آوریل ۱۹۸۳) یک شناگر، قهرمان ورزشی و هنرپیشه اهل ایالات متحده آمریکا بود.

## زندگی ورزشی
او هشتمین بازیگری نقش تارزان در سینماست و دارندهٔ مدال برنز المپیک در رشتهٔ «شنای ۱۵۰۰ متر آزاد مردان» در سال ۱۹۲۸ و مدال طلای المپیک در رشتهٔ «شنای ۴۰۰ متر آزاد مردان» در سال ۱۹۳۲ است.

## فیلم‌شناسی
از فیلم‌ها یا برنامه‌های تلویزیونی که وی در آن نقش داشته است، می‌توان به دلبر افسونگر جنگل، تارزان بی‌باک، دختر شانگهای و فلش گوردون اشاره کرد.